# Rewa (Provinz)
Rewa ist eine der vierzehn fidschianischen Provinzen (yasana). Sie liegt im Bereich der Hauptstadt Suva. Mit einer Fläche von 272 km² ist sie flächenmäßig die kleinste der Provinzen Fidschis. 2017 hatte die Provinz 108.016 Einwohner.

## Geographie
Das Gebiet der Provinz umfasst einen großen Teil der Hauptstadt Suva, aber nur Teile der Vorstadtgebiete. Außerdem besteht die Provinz aus zwei Teilen: einem Teil mit Suva und dessen Hinterland im Westen und einem nicht-zusammenhängenden Gebiet im Osten, der durch Gebiete der Provinz Naitasiri abgetrennt wird, sowie der Inselgruppe Beqa.

## Geschichte
Rewa ist in politischer und traditioneller Hinsicht eine sehr mächtige Provinz. Sie bildet das Herz der Burebasaga Confederacy, einer der drei traditionellen Häuptlingschaften. Der Roko Tui Dreketi (Oberhäuptling von Rewa) ist der Anführer von Burebasaga. Die letzten beiden Titelträger waren Frauen: Ro Lady Lala Mara (1931–2004), die Frau von Fidschis langjährigem Premierminister und Präsident Ratu Sir Kamisese Mara, sowie ihre Schwester und Nachfolgerin, Ro Teimumu Kepa, die außerdem Minister of Education in der Regierung von Premierminister Laisenia Qarase (2001–2006) war. 2014 führte sie die Social Democratic Liberal Party (SoDelPa) in der Parlamentswahl an, der ersten öffentlichen Wahl seit dem 2006 Fijian coup d’état und ist nun Leader of the Opposition. Rewa hat 2 traditionelle Häuptlinge. Der zweite Titel ist der Turaga na Vunivalu. Die gegenwärtige Titelinhaberin ist Ro Epeli Vakacaracara Mataitini.
Rewa wird vom Rewa Provincial Council verwaltet. Anfang der 2000er Jahre war der Vorsitz vakant, weil das Council entschied den Vorsitz nicht zu besetzen, bis die 1997 Constitution of FijiVerfassung von 1997 insoweit abgeändert wurde, dass es einem Parlamentsabgeordneten erlaubt sein sollte, beide Ämter gleichzeitig auszufüllen, so dass Ro Teimumu Kepa den Posten annehmen könnt. In der Zwischenzeit diente Pita Tagicakiverata als Acting Chairman.
Die Provinz wird gegliedert in neun Distrikte (tikina):
- Rewa
- Noco
- Dreketi
- Burebasaga
- Toga
- Vutia
- Suva
- Raviravi
- Sawau